# Минимална цена
Минималната цена е наложена от правителството долна граница за цената на даден продукт. За да бъде ефективна, минималната цена трябва да бъде различна от цената на свободния пазар. В Схема 1 кривите на търсене и предлагане се пресичат в точката на пазарно равновесие на цена и количество.

## Въздействие върху пазара
Минималната цена може да бъде установена над или под равновесната пазарна цена. В Схема 2 пунктирната линия представлява минимална цена, установена под пазарната цена. В този случай тя няма практически ефект – правителството обявява минимална цена, но пазарът вече е достигнал по-високи ценови нива. Обратно, непрекъснатата зелена линия е минимална цена, установена над тази на свободния пазар. В този случай тя има измеримо въздействие върху пазара.
Минимална цена, установена над нивото на свободния пазар, има няколко ефекта. Купувачите установяват, че вече трябва да плащат повече за същия продукт, в резултат на което ограничават покупките си или напълно напускат пазара. В същото време доставчиците установяват, че им е гарантирана нова, по-висока цена, в резултат на което увеличават производството.
Взети заедно, тези ефекти означават, че на пазара се появява излишно предлагане. За да задържи минималната цена продължително време, правителството трябва да предприеме действия, за да премахне това свръхпредлагане.

## Примери за минимални цени

### Минимална заплата
Минималните цени облагодетелстват доставчиците. Пример за минимална цена е минималната заплата (в този случай служителите са доставчици на труд, а работодателят е купувач). При наличие на минимална заплата се появява свръхпредлагане на труд - повече хора търсят работа, отколкото са предлаганите работни места. С тази минимална цена тези, които могат да си намерят работа, печелят, но също така има и увеличение на безработицата.
Минималните заплати създават излишно предлагане, с което правителствата трябва да се справят. Най-прекият начин е правителството просто да изкупи излишното предлагане, което, в случая с труда, означава да се създадат работни места в обществения сектор.

### Цени на архитектурни дейности в България
През 2004 в България със закон е създадена монополна Камара на архитектите в България, която има право да определя задължителни минимални цени за услугите, извършвани от архитектите. Официално обявеното намерение на привържениците на тази мярка е конкуренцията между архитектите да се осъществява на базата състезание за по-добро качество, а не за по-евтина работа. Реакцията на пазара е в намиране на формални средства за заобикаляне на минималните цени, например изкуствено изплащане на неустойки, така че практическото им въздействие е минимално.